# VR-Bank Uffenheim-Neustadt
Die VR-Bank Uffenheim-Neustadt eG war eine Genossenschaftsbank im Landkreis Neustadt an der Aisch-Bad Windsheim. Sie entstand im Jahr 2001 durch Fusion der Raiffeisenbank Neustadt mit den Raiffeisenbanken Uffenheim, Ulsenheim-Gollhofen und Neuhof sowie 2006 mit der Raiffeisenbank Münchaurach. Ihr Geschäftsgebiet grenzte an die Landkreise Kitzingen, Bamberg, Ansbach, Fürth und Erlangen-Höchstadt. Sitz der Hauptstelle war Neustadt an der Aisch. Durch die Fusion mit der Raiffeisen-Volksbank Fürth eG ging die VR-Bank Uffenheim-Neustadt eG in der VR meine Bank eG auf.